# Decreto legislativo 13 luglio 2017, n. 116
Il Decreto legislativo 13 luglio 2017, n. 116 è un atto avente forza di legge della Repubblica Italiana, approvato nel 2017, che determina l'introduzione di forti novità nel settore della magistratura onoraria.

## Storia
Il decreto legislativo attua il riordino organico del settore della magistratura onoraria in cui, da tempo, si era venuta a consolidare una forza lavoro precaria, in costante espansione numerica, priva di una serie garanzie lavorative, sottopagata, mal reclutata e mal disciplinata a livello normativo primario e secondario.

## Contenuto
L'atto normativo in esame compie una corposa riforma della magistratura onoraria e contiene una serie di disposizioni che, delineando un'unica figura di giudice e magistrato requirente onorario, assumono una portata sistematica con importanti conseguenze ordinamentali, processuali ed organizzative.
Le competenze civili e penali del nuovo giudice onorario, inoltre, vengono notevolmente ampliate.